# Jan Krol Jzn.
Jan Krol Jzn. (Woudsend, 7 april 1883 – Enkhuizen, 9 maart 1951) was een Nederlands politicus van de CHU. 

## Levensloop
Krol werd geboren op 7 april 1883 in Woudsend in de toenmalige gemeente Wymbritseradeel. Daar ging hij naar de lagere school. Vanwege geldgebrek kon hij geen vervolgopleiding volgen. Van 1896 tot 1899 werkte hij bij de Brandwaarborgmaatschappij. Daarna werkte hij bij de gemeenten Sneek (1899-1901) en Wymbritseradeel (1901-1910). Op 1 augustus 1910 werd hij benoemd tot gemeentesecretaris van de gemeente Hemelumer Oldephaert en Noordwolde. Zijn broer was Tjeerd Krol die van 1935 tot 1959 in de Tweede Kamer zat namens de CHU. Hij was getrouwd en had geen kinderen. Op 9 maart 1951 overleed hij in Enkhuizen. 

## Burgemeesterschap

### Hemelumer Oldephaert en Noordwolde
Op 16 december 1917 werd hij benoemd als burgemeester van Hemelumer Oldephaert en Noordwolde. Tijdens zijn burgemeesterschap  trad Krol toe tot het hoofdbestuur van het Groene Kruis in Friesland en was hij hoofdbestuurslid van de Vereniging Friesch Volkssanatorium. 

### Vriezenveen
Op 1 juli 1939 werd hij burgemeester van Vriezenveen. Op zaterdag 8 juli 1939 werd hij daar feestelijk onthaald.
Tijdens Krols periode als burgemeester in Vriezenveen brak de Tweede Wereldoorlog uit. Tot 5 september 1944, Dolle Dinsdag, oefent hij zijn taken als burgemeester uit. Daarna duikt hij onder en neemt wethouder Johan Pot het burgemeesterschap waar. Op 11 oktober 1944 wordt Krol uit zijn functie gezet door de Duitse bezetter. Op 16 april 1945, vlak na de bevrijding van Vriezenveen, hervat hij zijn taken. Een dag later krijgt hij van het Nederlands militair gezag het bevel zijn taken neer te leggen, met als reden dat hij schuldig zou zijn aan "slaafse gehoorzaamheid aan en medewerking met de Duitse bezetter".
Over Krols handelen in oorlogstijd zijn door de wethouders en door enkele personeelsleden van het distributiekantoor in Vriezenveen verklaringen afgelegd. Daaruit blijkt dat hij al voor de oorlog een moeizame relatie had met de wethouders. Zij verwijten hem dat hij de bevelen van de Duitse bezetters wilde uitvoeren. Deze verklaringen leiden ertoe dat het militair gezag Krol beveelt zijn taken neer te leggen.
Veel mensen die tijdens de bezetting in overheidsdienst zijn in de periode vlak na de oorlog onterecht ontslagen. Zo ook Krol, oordeelde de Nederlandse staat. In 1947 ontving Krol een schadeloosstelling voor zijn ontslag.